# 45
Cette page concerne l'année 45  du calendrier julien. Pour l'année 45 av. J.-C., voir 45 av. J.-C. Pour le nombre 45, voir 45 (nombre).
L'année 45 est une année commune qui commence un vendredi.

## Événements
- 28 juin : Claude ordonne que la garde du vêtement du grand-pontife aux prêtres du Temple de Jérusalem demeurera toujours au pouvoir des Juifs[1].
- 1er août : très longue éclipse totale de Soleil[2] (jusqu'à 6 minutes et 30 secondes de totalité) en Afrique, en Égypte et sur la Mer Rouge, visible partiellement à Rome vers 9 h (environ 30%). Mais, fait exceptionnel pour l'époque, prédite par l'empereur Claude précisément pour le jour de son anniversaire, le 1er août, cela pour calmer ses armées, selon Dion Cassius, les consuls de l'époque étant Marcus Vinicius et Statilius Corvinus.

- Expédition du général chinois Ma Yuan contre les Xiongnu et les Xianbei (près du Grand Khingan en Mandchourie)[3].
- L'apôtre Paul entame ses voyages missionnaires chrétiens à Chypre et en Asie Mineure[4]. Il prêche dans les synagogues des villes, où il obtient la conversion de non-Juifs qui craignent Dieu sans être encore prêts à suivre la Loi.
- Sénatus-consulte sur les spéculations immobilières à Rome (45 ou 46)[5].
- Claude défend de faire aucune statue sans permission du Sénat à Rome[1].
- Famine en Judée[1].